# Pertes humaines de la Pologne pendant la Seconde Guerre mondiale
Les pertes de la Pologne pendant la Seconde Guerre mondiale, toutes causes confondues, sont estimées à environ 6 millions de morts civils et militaires : soit environ un cinquième de la population d'avant-guerre. La plupart sont des victimes civiles des crimes de guerre et des crimes contre l'humanité pendant l'occupation de l'Allemagne nazie et de l'Union soviétique. Les statistiques sur les victimes polonaises de la Seconde Guerre mondiale sont divergentes et contradictoires. Cet article fournit un résumé de ces estimations des pertes humaines de la Pologne dans la guerre et de leurs causes.
Le rapport officiel du gouvernement polonais sur les dommages de guerre préparé en 1947 a évalué le nombre de morts de guerre en Pologne à 6 028 000 ; 3,0 millions de Polonais ethniques et 3,0 millions de Juifs sans compter les pertes de citoyens polonais des groupes ethniques ukrainien et biélorusse. Ce chiffre a été contesté lorsque le système communiste s'est effondré par l'historien polonais Czesław Łuczak qui a évalué les pertes totales à 6,0 millions ; 3,0 millions de Juifs, 2,0 millions de Polonais de souche et 1,0 million de citoyens polonais des autres groupes ethniques non inclus dans le rapport de 1947 sur les dommages de guerre,. En 2009, l'Institut de la mémoire nationale, affilié au gouvernement polonais, publie l'étude « Polska 1939-1945. Straty osobowe i ofiary represji pod dwiema okupacjami » estimant le nombre de morts en Pologne entre 5,6 et 5,8 millions de Polonais et de Juifs, dont 150 000 pendant l'occupation soviétique. Les pertes de la Pologne par zone géographique comprennent environ 3,5 millions à l'intérieur des frontières de la Pologne actuelle et environ deux millions dans les zones polonaises annexées par l'Union soviétique. Les sources russes contemporaines incluent les pertes de la Pologne dans les régions polonaises annexées par l'Union soviétique avec les morts de guerre soviétiques. En Pologne, cela est considéré comme gonflant les pertes soviétiques aux dépens de la Pologne. Les spécialistes actuels de la Pologne indépendante pensent que 1,8 à 1,9 million de civils polonais (non juifs) et 3 millions de juifs polonais ont été victimes de la politique d'occupation allemande et de la guerre, entraînant une perte totale de population de 23 à 28 % par rapport à la population polonaise d'avant-guerre en 1939.

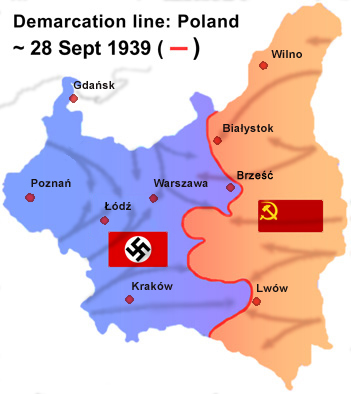
Partage germano-soviétique de la Pologne 1939.

## Causes
La plupart des citoyens polonais ayant péri pendant la guerre sont des victimes civiles des crimes de guerre et des crimes contre l'humanité pendant l'occupation par l'Allemagne nazie et l'Union soviétique. L'Institut polonais de la mémoire nationale (IPN) estime le total des décès sous l'occupation allemande entre 5 470 000 à 5 670 000 personnes, soit 2 770 000 Polonais chrétiens et 2,7 à 2,9 millions de Juifs polonais. Selon les recherches de l'IPN, 150 000 personnes furent victimes de la répression soviétique.

### Pertes humaines de l'Holocauste
Environ trois millions de Juifs polonais ont été victimes de la Shoah. En 2009, l'Institut polonais de la mémoire nationale (IPN) évalue le nombre total de morts juives entre 2,7 et 2,9 millions. Des chercheurs polonais estiment que 1 860 000 Juifs polonais ont été assassinés dans les camps de la mort nazis, le reste a péri dans les ghettos juifs de la Pologne occupée par les Allemands, à bord des trains de l'Holocauste et dans des actions de fusillade de masse. Le nombre total de morts dans le camp d'extermination nazi est estimé à 2 830 000 ; dont 1 860 000 Juifs polonais : 490 000 tués à Belzec ; 60 000 à Sobibor ; 800 000 à Treblinka ; 150 000 à Chełmno ; 300 000 à Auschwitz ; et 60 000 à Majdanek. 660 000 Juifs supplémentaires d'autres pays ont été transportés à Auschwitz et assassinés. Plus d'un million de Juifs déportés des pays occidentaux vers des camps et des ghettos établis en Pologne occupée ont péri dans l'Holocauste,,.

### Pertes humaines de la populationethnique polonaise
Selon les chiffres publiés par le gouvernement polonais en exil en 1941, la population ethnique polonaise s'élève à 24 388 000 personnes au début de la guerre en septembre 1939. L'IPN évalue le nombre de morts de Polonais de souche sous l'occupation allemande à 2 770 000 et 150 000 en raison de la répression soviétique.
Les principales causes de ces pertes sont les suivantes.

### Actes de guerre
- Campagne militaire de 1939 — environ 200 000[2] civils polonais ont été tués lors de la campagne militaire de 1939, dont un bon nombre lors des opérations de bombardement de la Luftwaffe[18]. Des raids aériens massifs ont été menés sur ces villes et sur d'autres villes dépourvues d'infrastructure militaire. Les civils ont été mitraillés par les airs avec des tirs de mitrailleuses dans ce qui est devenu une campagne de bombardements terroristes. Des colonnes de réfugiés en fuite sont systématiquement attaquées par les avions de chasse et les bombardiers en piqué allemands. Le siège de Varsovie causa un énorme nombre de victimes civiles. Dès les premières heures de la Seconde Guerre mondiale, Varsovie, la capitale de la Pologne, fut la cible d'une campagne de bombardements aériens sans restriction par la Luftwaffe allemande. Outre les installations militaires telles que les casernes d'infanterie et l'aéroport et l'usine d'aviation d'Okęcie, les pilotes allemands ont également ciblé des installations civiles telles que des installations hydrauliques, des hôpitaux, des marchés et des écoles.
- Insurrection de Varsovie — entre 150 000 et 250 000 civils polonais sont morts lors de l'Insurrection de Varsovie de 1944, principalement à cause de meurtres de masse tels que le massacre de Wola[19].

### Assassinats dans des prisons ou des camps, exécutions de masse
Pendant l'occupation, de nombreux Polonais ethniques non juifs ont été tués lors d'exécutions massives, dont environ 37 000 Polonais au complexe pénitentiaire de Pawiak géré par la Gestapo. Les chercheurs polonais de l'Institut de la mémoire nationale ont estimé à environ 800 000 victimes ethniques polonaises pendant l'occupation allemande dont 400 000 dans les prisons, 148 000 tués dans les exécutions et 240 000 morts parmi les déportés vers les camps de concentration, dont 70 000 à 75 000 à Auschwitz. Pendant l'occupation, les communautés ont été tenues collectivement responsables des attaques polonaises contre les troupes allemandes et des exécutions de masse ont été menées en représailles. De nombreuses exécutions de masse ont eu lieu à l'extérieur des prisons et des camps, comme les meurtres de masse de Piaśnica, des patients psychiatriques exécutés dans l'Aktion T4 ou encore des agriculteurs assassinés lors des pacifications de villages.

### Travail forcé en Allemagne
Les Polonais ethniques non juifs dans les grandes villes ont été ciblés par la politique łapanka que les occupants allemands ont utilisée pour rassembler sans discrimination des civils dans la rue pour les envoyer comme travailleurs forcés en Allemagne. À Varsovie, entre 1942 et 1944, il y eut environ 400 victimes quotidiennes des opérations łapanka. Les Polonais des zones rurales et des petites villes ont également été enrôlés pour le travail forcé par les occupants allemands. Selon les recherches de l'Institut de la mémoire nationale entre 1939 et 1945, les citoyens polonais ont été emmenés en Allemagne comme travailleurs forcés dans des conditions inhumaines, entraînant de nombreux décès. D'après, Czesław Łuczak évalue le nombre de Polonais déportés en Allemagne à 2 826 500 . Ils ont été contraints de porter des étiquettes violettes d'identification avec des « P » cousus sur leurs vêtements, soumis à un couvre-feu et interdits de transport en commun. Alors que le traitement des ouvriers d'usine ou des ouvriers agricoles variait souvent en fonction de l'employeur individuel, la plupart des ouvriers polonais étaient obligés de travailler plus d'heures pour des salaires inférieurs à ceux des Européens de l'Ouest. Dans de nombreuses villes, ils furent contraints de vivre dans des casernes isolées derrière des barbelés. Les relations sociales avec les Allemands en dehors du travail étaient interdites et les relations sexuelles (« souillure raciale ») étaient considérées comme un crime capital passible de la peine de mort.

### Malnutrition et maladie
Avant la guerre, la région qui est devenue le Gouvernement général n'était pas autosuffisante en matière de production agricole et était un importateur net de nourriture en provenance d'autres régions de Pologne. Malgré ce déficit alimentaire, les occupants allemands ont confisqué 27 % de la production agricole du gouvernement général, réduisant ainsi la nourriture disponible pour la population civile. Cette politique nazie a provoqué une crise humanitaire dans les zones urbaines de Pologne. En 1940, entre 20 et 25 % de la population au sein du gouvernement général dépendait de l'aide extérieure. Richard C. Lukas souligne « Certainement, les Polonais seraient morts de faim s'ils avaient dû dépendre de la nourriture qui leur était rationnée. » Pour compléter les maigres rations allouées par les Allemands, les Polonais dépendaient du marché noir pour survivre. Pendant la guerre, 80 % des besoins de la population étaient couverts par le marché noir. Pendant la guerre, il y eut une augmentation des maladies infectieuses causées par la malnutrition générale de la population polonaise. En 1940, le taux de tuberculose parmi les Polonais, sans compter les Juifs, était de 420 pour 100 000, contre 136 pour 100 000 avant la guerre. Pendant l'occupation, le taux de mortalité naturelle dans le Gouvernement général augmenta à 1,7% par an par rapport au niveau d'avant-guerre de 1,4%.

### Enlèvement d'enfants par l'Allemagne nazie
Une partie du Generalplan Ost impliquait l'enlèvement des enfants de Pologne pour rejoindre l'Allemagne nazie dans le but de les germaniser ou de les endoctriner pour qu'ils deviennent culturellement allemands. Le but du projet était d'acquérir et de « germaniser » des enfants aux traits prétendument aryens considérés par les autorités nazies comme les descendants des colons allemands en Pologne. L'Institut de la mémoire nationale cita une source publiée en République populaire de Pologne en 1960 estimant le nombre d'enfants kidnappés en Pologne à 200 000, dont seulement 30 000 furent finalement renvoyés en Pologne, les autres étant restés dans l'Allemagne d'après-guerre.

### Répressions soviétiques
Au lendemain de l'invasion allemande et soviétique de la Pologne en septembre 1939, le territoire polonais fut divisé entre l'Allemagne nazie et l'Union soviétique. Les territoires soviétiques occupés de Pologne, comptant une population totale de 13,0 millions d'habitants, ont été soumis à un règne de terreur. Selon une étude publiée en 2009 par l'Institut de la mémoire nationale, environ 1,0 million de citoyens polonais de tous les groupes ethniques furent arrêtés, enrôlés ou déportés par les occupants soviétiques de 1939 à 1941 ; dont environ 200 000 militaires polonais détenus comme prisonniers de guerre ; 100 000 citoyens polonais arrêtés et emprisonnés par les Soviétiques, y compris des fonctionnaires municipaux, du personnel militaire et d'autres « ennemis du peuple » comme le clergé et les éducateurs polonais ; 475 000 Polonais considérés comme des « ennemis du peuple » ont été déportés dans des régions reculées de l'URSS ; 76 000 citoyens polonais ont été enrôlés dans les forces armées soviétiques et 200 000 enrôlés comme travailleurs forcés à l'intérieur de l'Union soviétique. Lorsque les forces soviétiques sont revenues en Pologne en 1944-1945, il y eut une nouvelle vague de répression contre les citoyens polonais de tous les groupes ethniques, dont 188 000 déportés, 50 000 enrôlés pour le travail forcé et 50 000 arrêtés.
L'Institut de la mémoire nationale estime le nombre confirmé de morts dues à l'occupation soviétique à 150 000 personnes, dont 22 000 officiers militaires polonais et responsables gouvernementaux assassinés lors du massacre de Katyn. Czesław Łuczak estime la perte totale de population à 500 000 Polonais de souche dans les régions occupées par les Soviétiques.
Andrzej Paczkowski estime le nombre de décès polonais dus à la répression soviétique entre 90 000 à 100 000 des 1,0 million de personnes déportées, ajoutés aux 30 000 personnes exécutées par les Soviétiques.
Selon Zbigniew S. Siemaszko, le total des personnes expulsées s'élèvent à 1 646 000, dont 1 450 000 étant des résidents et des réfugiés (hors prisonniers de guerre).
Selon Franciszek Proch, le total des déportés était de 1 800 000 dont 1 050 000 ont péri.

### Massacres de Polonais en Volhynie et en Galice orientale
On estime que 50 000 à 100 000,, Polonais de souche ont été tués dans une opération de nettoyage ethnique menée par l'armée insurrectionnelle ukrainienne à partir de mars 1943 et jusqu'à la fin de 1944 en Volhynie occupée par les nazis et en Galice orientale. L'Institut de la mémoire nationale soutient que 7 500 Ukrainiens ethniques ont également été tués au cours de ce conflit interethnique .

### Pertes d'autres minorités ethniques
Le chiffre de 5,6 à 5,8 millions de morts de guerre estimé par l'IPN ne concerne que la population juive et ethnique polonaise. Aucun chiffre n'est fourni sur le nombre de morts parmi les citoyens polonais des autres minorités ethniques.

### Ukrainiens, Biélorusses et Lituaniens
Selon les chiffres publiés par le gouvernement polonais en exil en 1941, environ 7,0 millions de citoyens polonais issus de minorités ethniques, pour la plupart des Ukrainiens, des Biélorusses, ou des Lituaniens peuplaient les régions orientales de la Pologne annexées par l'URSS au début de la guerre en septembre 1939. L'IPN a omis d'estimer le nombre de morts parmi les citoyens polonais de ces minorités ethniques. Celui-ci maintient que les chiffres précis de ces pertes ne sont pas disponibles en raison des changements de frontières et des transferts de population ; selon leurs chiffres, 308 000 citoyens polonais des minorités ethniques ont été déportés à l'intérieur de l'Union soviétique puis enrôlés dans les forces armées soviétiques. Pendant l'occupation allemande, des citoyens polonais issus de minorités ethniques ont été déportés en Allemagne pour y être soumis au travail forcé.

### Allemands ethniques
Dans la Pologne d'avant-guerre, environ 800 000 personnes ont été identifiées comme étant des Allemands de souche. Selon l'IPN, 5 437 Allemands de souche ont été tués lors de la campagne militaire de 1939. L'IPN estime également le nombre de citoyens polonais enrôlés dans les forces armées allemandes à 250 000, dont 60 000 ont été tués au combat. Des dizaines de milliers d'Allemands ethniques ont été tués lors de l'évacuation nazie de Pologne en 1944 et 1945, et à la suite de la répression du NKVD et de l'Armée rouge ou sont morts dans les camps d'internement d'après-guerre. Pendant la guerre, les occupants nazis ont institué la Deutsche Volksliste dans les régions polonaises annexées par l'Allemagne nazie pour enregistrer les Allemands de souche en Pologne. De nombreux citoyens polonais ont été contraints de signer la Volksliste afin d'éviter les représailles nazies. Environ 1 million de personnes faisaient partie des groupes Volksliste 1 et 2 comprenant des citoyens polonais d'origine allemande ; les groupes Volksliste 3 et 4 comprenaient 1,7 citoyen polonais soumis à une future germanisation. De plus, 61 000 Allemands de souche vivaient dans le Gouvernement général. Pendant la guerre, 522 149 Allemands de souche d'autres nations ont été installés en Pologne par le Troisième Reich. En 1950, 670 000 Allemands de souche de la Pologne d'avant-guerre avaient fui ou avaient été expulsés et environ 40 000 restaient en Pologne ; environ 200 000 citoyens polonais qui faisaient partie des groupes Volksliste 1 et 2 pendant la guerre ont été réhabilités en tant que citoyens polonais,.

## Pertes militaires

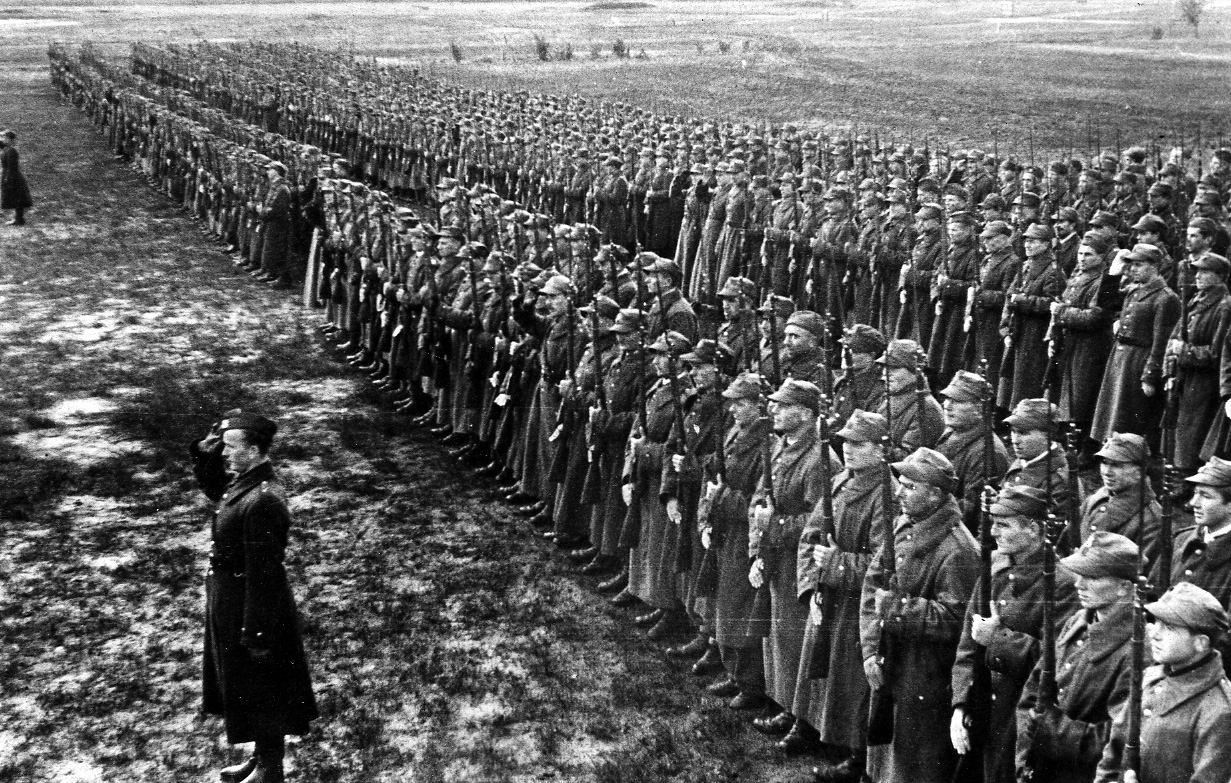
Forces de l'armée polonaise à Anders, en Russie, 1942.

La Pologne a perdu un total d'environ 140 000 soldats réguliers tués et portés disparus. Le mouvement de résistance polonais a perdu 100 000 combattants supplémentaires pendant la guerre.
Le Journal historique officiel de l'armée polonaise a publié des statistiques sur les pertes militaires polonaises. Le tableau suivant détaille ces pertes. La contribution polonaise à la Seconde Guerre mondiale comprenait les forces armées polonaises de l'Ouest et les 1re et 2e armée polonaise combattant sous commandement soviétique.
| Description                                     | Morts             | Blessés | Disparus | Prisonniers de guerre | Total     |
| ----------------------------------------------- | ----------------- | ------- | -------- | --------------------- | --------- |
| Campagne de Pologne de 1939                     | 95 000 à 97 000   | 130 000 |          | 650 000               | 876 000   |
| Forces polonaises libres                        | 33 256            | 42 666  | 8 548    | 29 385                | 113 855   |
| Insurrection de Varsovie (forces de résistance) | 18 000            | 25 000  |          |                       | 60 443    |
| Total                                           | 146 256 à 148 256 | 197 666 | 8 548    | 697 500               | 1 050 298 |

Sources :
- Wojciech Materski et Tomasz Szarota. Pologne 1939-1945. Straty osobowe i ofiary represji pod dwiema okupacjami. Institut de la mémoire nationale (IPN), Warszawa 2009, (ISBN 978-83-7629-067-6) . Page 20

Le chiffre de 95 000 à 97 000 tués lors de la campagne de 1939 comprend 17 000 à 19 000 prisonniers de guerre soviétiques.
Le mouvement de résistance Armia Krajowa, qui comptait environ 400 000 combattants en 1944, a déploré 100 000 tués dans la lutte contre l'occupation allemande et 50 000 emprisonnés par l'Union soviétique à la fin de la guerre.